# Hudební pavilon (Sarajevo)
Hudební pavilon (bosensky Muzički paviljon) byl v centru Sarajeva vybudován v roce 1913 podle projektu českého architekta Josefa Pospíšila. Vystavěn byl na místě, na břehu řeky Miljacky, které v průběhu staletí měnilo svůj název i funkci. V 17. století se na tomto místě nacházel hipodrom (odtud pochází název z dobové turečtiny – At mejdan). V roce 1878 zde bylo vybudováno náměstí Filipovićev trg, které bylo v roce 1905 přebudováno na park Františka Josefa I. V dobách SFRJ se park, obklopující hudební pavilon, jmenoval podle srbského cara Dušana. 
Hudební pavilon byl vybudován jako dvoupatrová stavba. V přízemním podlaží se nacházela kavárna a ve vrchním patře hrála návštěvníkům kapela. Vojenská hudba byla v dobách Rakousko-Uherska k dispozici, neboť nedaleko od parku Františka Josefa I. se nacházela i vojenská kasárna.
Unikátní konstrukce stropu stavby byla navržena tak, aby zajistila dobré akustické vlastnosti pavilonu. Má klasicistní podnoží a vyřezávanou dřevěnou sloupovou vyhlídku s barokní helmicí.
V současné době se jedná o jediný hudební pavilon, který v Sarajevu zůstal do dnešních dnů. Původně přitom byly zřízeny celkem čtyři takovéto stavby. Vzorem bylo samotné Rakousko-Uhersko, kde tyto stavby rostly na konci 19. století jako houby po dešti.
Hudební pavilon byl zničen na začátku druhé světové války a obnoven až v roce 2004, prostřednictvím investice městského obvodu Stari Grad. Investice měla celkovou výši 175 000 EUR (350 000 konvertibilních marek) a zafinancována byla prostřednictvím kantonu Sarajevo a rakouských bank. Opětovné otevření pavilonu bylo významným politickým symbolem ve vzájemných vztazích Bosny a Hercegoviny a Rakouska.